# 圣依纳爵堂 (旧金山)
圣依纳爵堂（Saint Ignatius Church）是一座罗马天主教教堂，在美国旧金山的旧金山大学校园内。它既是天主教旧金山总教区的一个堂区，也是大学教堂。该堂由耶稣会神父管理，主保圣人是该会会祖圣依纳爵。

该堂创建于1855年，经过数次重建，目前的教堂建筑风格为意大利文艺复兴和巴洛克式，坐落在一个山顶上，为该市最大的教堂之一，其双塔和穹顶构成该市显著的地标。